# 国兼正浩
国兼 正浩（くにかね まさひろ、1957年8月12日 - ）は、日本の元騎手。

## 来歴
1979年3月に美浦・鈴木勝太郎厩舎からデビューし、3日の中山第1競走4歳未勝利・ディアスポート（18頭中18着）で初騎乗を果たすと、4月1日の中山第3競走4歳未勝利・メイワセイコーで初勝利を挙げる。11月11日の福島第7競走アラブステークスではリオノルテに47kgで騎乗し、2017年に藤田菜七子が騎乗するまで38年間も現れなかった。1年目の同年は9勝をマークし、関東の新人賞に当たる民放競馬記者クラブ賞を受賞。
2年目の1980年には4月6日の中山第12競走5歳以上オープンでシービークロスに騎乗しダービー馬ラッキールーラに先着する3着に入り、5月31日・6月1日の東京で初の2日連続勝利 を挙げるなど初の2桁となる10勝をマークし、1982年まで3年連続2桁勝利を記録。
3年目の1981年には11月1日の東京第3競走3歳新馬でニシノユナイトに騎乗しアズマハンターの3着に入り、自己最多の12勝をマーク。
1982年には7月10日の福島で初の1日2勝を挙げるなど、前年と同じ12勝をマークしたが、同年が自身最後の2桁勝利となった。
1984年12月2日の中京第5競走3歳新馬をタケノハナミで2着に入ったが、自身初の0勝に終わる。
1985年には福島戦6勝を含む8勝、1987年には秋の福島戦5勝を含む8勝をマークしたが、1988年には再び0勝に終わる。
1987年12月17日には夜に中京の調整ルーム内で、塚越一弘に騎乗に関して批判された事に端を発して口論となり、塚越に顔面を殴られ打撲傷を負った。結局、塚越が開催日4日間、国兼が開催日2日間の騎乗停止を受けた。2024年に池添謙一と富田暁が「互いに粗暴な行為」で騎乗停止になった際、競馬評論家の須田鷹雄が自身のXに「騎手どうしの喧嘩というと塚越一弘vs国兼正浩を思い出してしまう」と投稿している。
1989年にはタマツバキ記念でセザンボーイに騎乗しアキヒロホマレの6馬身差2着に入ったが、11月19日の福島第3競走4歳未勝利・キンザンピューマが最後の勝利となり、1991年2月17日の東京第7競走4歳500万下・タイムトラベラー（14頭中13着）を最後に引退。

## 騎手成績
| 通算成績 | 1着 | 2着 | 3着 | 4着以下 | 出走回数 | 勝率 | 連対率 |
| -------- | --- | --- | --- | ------- | -------- | ---- | ------ |
| 平地     | 74  | 88  | 105 | 1187    | 1454     | .051 | .111   |
| 障害     | 0   | 0   | 0   | 1       | 1        | .000 | .000   |
| 計       | 74  | 88  | 105 | 1188    | 1455     | .051 | .111   |